# Nová Pohůrka
Nová Pohůrka, nazývaná také pouze Pohůrka, je část Českých Budějovic ležící ve východní části města mezi Suchým Vrbným a Starou Pohůrkou přibližně mezi ulicemi Třešňová a U Rybníka.

## Historie a popis
Nová Pohůrka začala vznikat na přelomu 19. a 20. století podél Ledenické silnice jako nová část Staré Pohůrky. Jednalo se spíše o skupiny rodinných domů, které se v rámci celé Pohůrky staly osadou města Českých Budějovic až v roce 1952. Od roku 1960, kdy se Stará Pohůrka přesunula pod obec Srubec, pak patří přímo pod město. S rozrůstající zástavbou se postupně vytvořil souvislý urbanistický celek navazující na Suché Vrbné, patřící pod městskou část České Budějovice 5.
Od roku 1978 na Pohůrce funguje mateřská škola U Pramene ve stejnojmenné ulici.
| Rok  | Počet obyvatel |
| ---- | -------------- |
| 1980 | 471            |
| 1991 | 435            |
| 2001 | 446            |
| 2005 | 515            |

Pohůrka je obsluhována linkami číslo 10 a 13 městské hromadné dopravy mezi Kalištěm, respektive Srubcem a centrem města. Dálnice D3 Ledenickou silnici překříží pomocí kilometrového hloubeného tunelu Pohůrka, na kterém se pracuje od léta 2019.

## Galerie

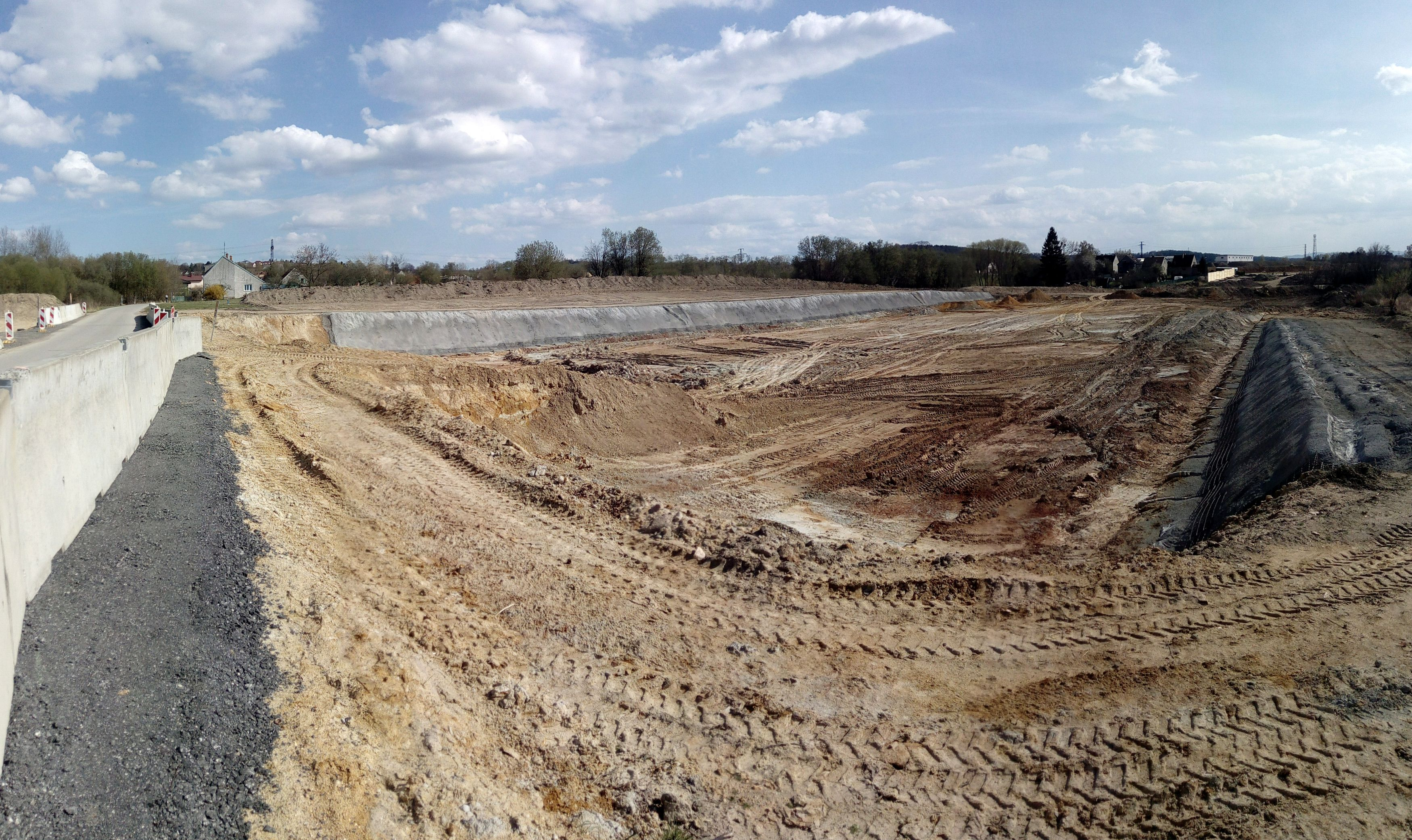
Stavba tunelu Pohůrka
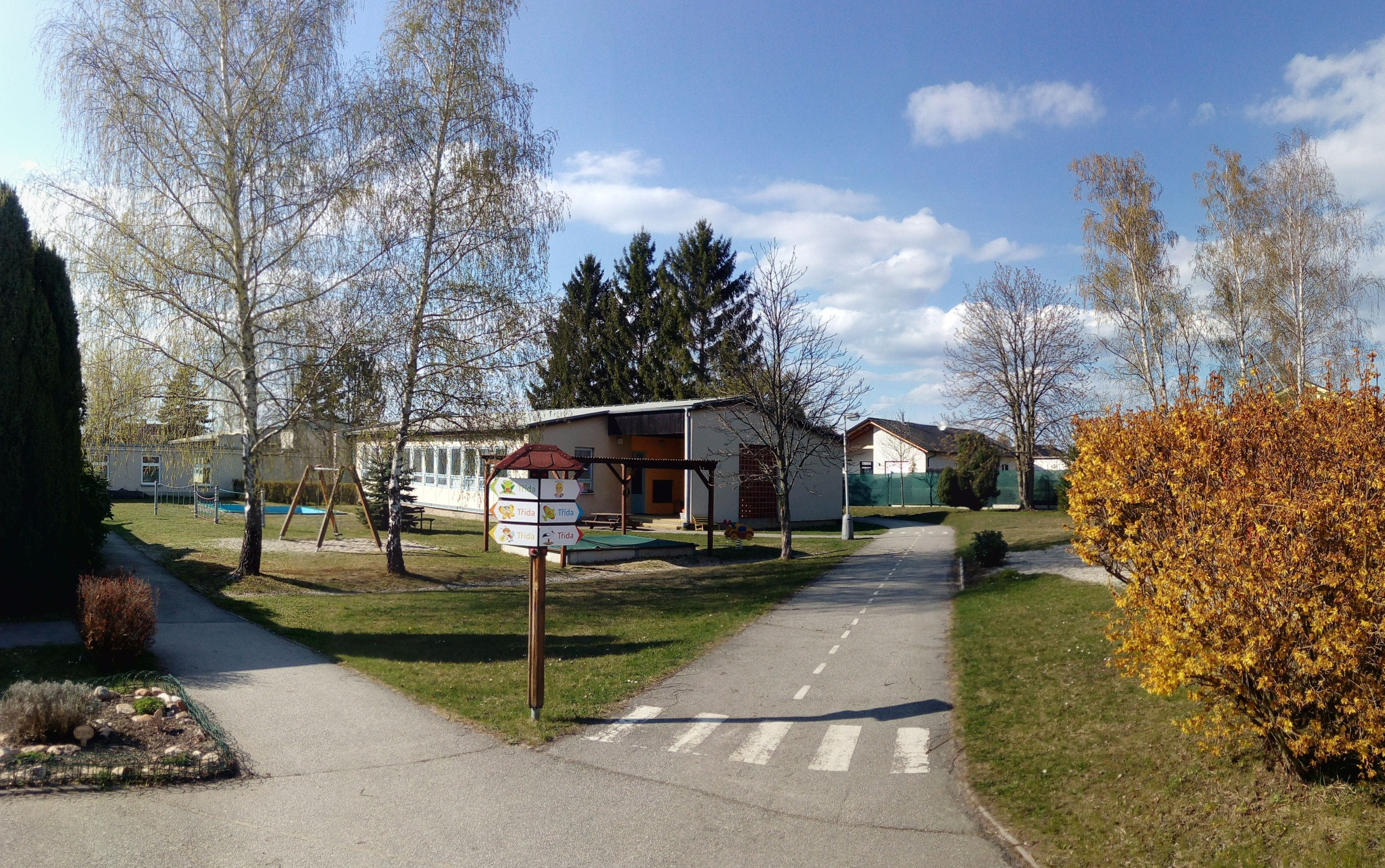
Mateřská škola
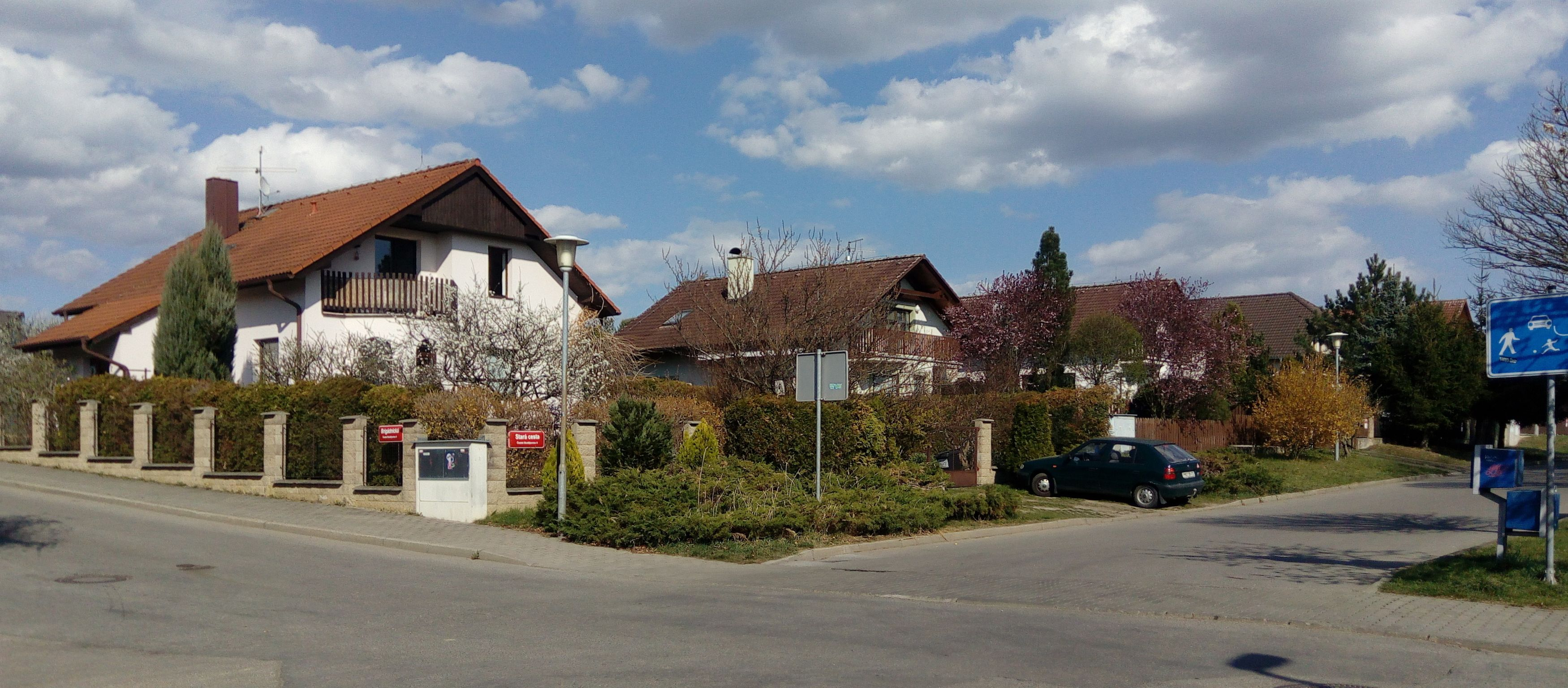
Nároží ulic Stará cesta a Brigádnická